# Husan
Husan (àrab: حوسان, Ḥūsān) és un municipi palestí en la governació de Betlem al centre de Cisjordània, situat 9 kilòmetres a l'oest de Betlem. Segons l'Oficina Central d'Estadístiques de Palestina (PCBS), tenia 6.986 habitants en 2016. Està situada a la zona de separació dels territoris ocupats per Israel, i està separat de la resta de Cisjordània pel Mur de Cisjordània.

## Etimologia
En àrab, husan vol dir «bondat i bellesa». El nom també pot ser que derivi del monestir de Hassan, que més tard es va convertir en Husan. En 1881 Edward Henry Palmer va escriure que el nom provenia de «ronda».

## Història
Les restes més antigues trobades al poble es remunten a l'edat de ferro. Altres restes daten del període de l'exili babilònic i l'edat mitjana. Els habitants originals provenien de la Península Aràbiga i el Iemen al segle iii. S'hi ha trobat ceràmica de l'època romana d'Orient.

### Època otomana
Husan, com la resta de Palestina, era incorporada a l'Imperi Otomà en 1517, i en el cens de 1596, la vila apareix en els registres fiscals com a part de la nàhiya d'al-Quds del liwà d'al-Quds. Tenia una població de 12 llars musulmanes i pagava impostos sobre blat, ordi, cultius d'estiu, vinyes i fruiters, hortalisses i hortalisses, hort, ingressos puntuals, cabres i/o ruscs.
Quan l'explorador francès Victor Guérin va passar per Husan en juny de 1863, va assenyalar que era situada a una muntanya. Més tard, l'agost del mateix any, va trobar que només tenia una petita quantitat de gent, amb cases agrupades al voltant de la torre.
Una llista de pobles otomans de l'any 1870 va trobar que Husan tenia 115 habitants en 28 cases, tot i que el recompte de població incloïa només homes.
En 1883 el Survey of Western Palestine del Fons per a l'Exploració de Palestina descrivia Hausan com un petit llogaret de pedra en una cresta plana, amb una vall escarpada al nord i un pou al sud. El 1896 es va estimar que la població de Husan era d'unes 258 persones.

### Època del Mandat Britànic
En el cens de Palestina de 1922, organitzat per les autoritats del Mandat Britànic, Husan tenia 396 musulmans, 219 homes i 177 dones. Això es va incrementar en el cens de 1931 a 540 musulmans en 122 cases.
En 1945 la població de Husan era de 770 musulmans, que posseïen 7.252 dúnams de terra segons una enquesta oficial de terra i població. D'aquests, 1,972 dúnams eren per a cereals, mentre 37 dúnams eren sòl edificat.

### Després de 1948
En la vespra de guerra araboisraeliana de 1948, i després dels acords d'armistici araboisraelians de 1949, Husan fou ocupada pel regne haixemita de Jordània. Després de la Guerra dels Sis Dies de 1967 va romandre sota l'ocupació israeliana. Com a conseqüència de les restriccions posteriors a l'ocupació, moltes persones a Husan s'han quedat sense feina, i la situació econòmica ha empitjorat seriosament, obligant a molts a treballar en el sector serveis i en l'agricultura per guanyar-se la vida. Des de 1996, Husan ha estat governat per un consell de vila que actualment està administrat per deu membres nomenats per l'Autoritat Palestina. Husan i els seus voltants immediats es classifiquen com Àrea B i Àrea C sota els Acords d'Oslo.
La població del cens de 1967 realitzat per les autoritats israelianes era de 1.149 habitants. En 1978, Husan tenia una àrea de terra de 7,134 dúnams. Des de l'establiment de Betar Illit i les expropiacions de terra per les Forces de Defensa d'Israel, el municipi ha quedat reduït a 1.425 dúnams.
El 27 d'octubre de 1996, un jove palestí de deu anys va ser colpejat inconscient per un colon israelià, després d'una incidència de presumptes llançaments de pedra als vehicles que passaven. Va morir l'endemà a causa de les ferides. En els mesos de gener i febrer de 2017, la carretera regional 375 més propera a Husan va tornar a ser l'escena de freqüents llançaments de pedra al pas dels conductors israelians amb algunes lesions que van provocar que les Forces de Defensa d'Israel prenguessin mesures per assegurar la seguretat de tots els motoristes.

## Educació
En 2009 hi havia cinc escoles públiques a Husan, dues per a nenes i tres per a nens, dirigides pel Ministeri d'Educació Superior Palestina.